# عامر الأحول
عامر بن عبد الواحد الأحول تابعي، وأحد رواة الحديث النبوي من أهل البصرة.

## روايته للحديث النبوي
- روى عن: مكحول الشامي وأبي الصديق الناجي وعمرو بن شعيب وعبد الله بن بريدة وشهر بن حوشب وبكر بن عبد الله المزني وجماعة.
- روى عنه: شعبة بن الحجاج وهشام الدستوائي وهمام بن يحيى وسعيد بن أبي عروبة وأبان العطار والحمادان وعبد الله بن شوذب وعبد الوارث وهشيم بن بشير.
- الجرح والتعديل: قال عبد الله بن أحمد بن حنبل عن أبيه: ليس حديثه بشيء، وقال أبو داود سمعت أحمد يضعفه، وقال النسائي: ليس بالقوي، وقال ابن أبي خيثمة عن يحيى بن معين: ليس به بأس، وقال أبو حاتم الرازي: ثقة لا بأس به، وقال ابن عدي: لا أرى برواياته بأسًا، وذكره ابن حبان في الثقات.[1][2]